# Прядь о Тормоде
«Прядь о Тормоде» — произведение исландской средневековой литературы, текст которого сохранился в составе «Книги с Плоского острова», а также «Старшей» и «Легендарной» саг об Олаве Святом. Исследователи полагают, что письменный текст пряди мог быть составлен в начале XIII века на основе устной скальдической традиции. Её главный герой — Тормод Скальд Чернобровой, действующий также в «Саге о Названых Братьях»; описанные в пряди события в саге не упоминаются.
Действие пряди начинается в 1024 году. Узнав о гибели своего побратима Торгейра сына Хавара, Тормод покидает Исландию и оказывается в Дании. Там он против своей воли становится придворным скальдом конунга Кнуда Могучего. Позже Тормод присоединяется к викингам и во время похода встречается с конунгом Норвегии Олавом. Он убивает человека, стоявшего на носу корабля конунга, так что Олав решает его казнить. Узнав, что Тормод — побратим Торгейра, конунг даёт ему пощаду и берёт к себе на службу.
В состав пряди включены пять вис, приписываемых Тормоду. Две из них приводятся в «Саге о Названых Братьях», три остальных содержатся только здесь. Исследователи считают особенно ценными две висы, в которых Торгейр упрекает Кнуда Могучего за скупость.